# سومنر وايت
سومنر وايت (بالإنجليزية: Sumner White)‏ هو ربان ‏ أمريكي، ولد في 17 نوفمبر 1929 في مانهاتن في الولايات المتحدة، وتوفي في 24 أكتوبر 1988 في سوميت في الولايات المتحدة.

## وصلات خارجية
- سومنر وايت على موقع الاتحاد الدولي للملاحة الشراعية (موقع جديد) (الإنجليزية)
- سومنر وايت على موقع الاتحاد الدولي للملاحة الشراعية (موقع قديم) (الإنجليزية)
- سومنر وايت على موقع اللجنة الأولمبية الدولية (الإنجليزية)
- سومنر وايت على موقع أوليمبيديا (الإنجليزية)